# Kamel Kohil
Kamel Kohil, född 25 december 1971, är en algerisk friidrottare. Han deltog vid olympiska sommarspelen 2000.